# Струэр
Стру́эр (дат. Struer) — город в Дании.
Город Струэр находится на западе полуострова Ютландия, на берегу Лим-фьорда. Численность населения городка составляет 10 572 человек (на 1 января 2011 года).
Крупнейшим работодателем в Струэре является электротехнический концерн Bang & Olufsen, основанный в Струере в 1925 году. Значительные доходы приносит также туризм: в Струэре находится крупнейшая на Лим-фьорде гавань для яхт, способная принимать до 500 судов одновременно.
В Струэре долгое время жил и работал известный датский писатель Иоганнес Буххольц.
В пригороде Струэра, Килене, в 1952 году был создан охраняемый государством птичий заповедник.

## Города-побратимы
- Форсса, Финляндия
- Сёдертелье, Швеция
- Сарпсборг, Норвегия
- Спюдеберг, Норвегия